# Književnost u 1714.
◄◄ | ◄ | 1711. | 1712. | 1713. | 1714.  | 1715. | 1716. | 1717. | ► | ►►
Arhitektura • Astronomija • Biologija • Glazba • Kazalište • Kemija • Kiparstvo • Knjige • Književnost • Kršćanstvo • Medicina • Politika • Pravo • Promet • Slikarstvo • Znanost
Književnost u 1714.

## Hrvatska i u Hrvata

### Smrti
- 20. siječnja – Pavao Ritter Vitezović, hrvatski književnik, povjesničar, jezikoslovac i nakladnik (* 1652.)

## Vanjske poveznice
|  | Zajednički poslužitelj ima još gradiva o temi Književnost u 1714. |